# Inibizione latente
Inibizione latente è un termine tecnico usato nel riflesso condizionato per riferirsi al fatto che uno stimolo familiare richiede, in confronto ad uno stimolo nuovo, più tempo per acquisire significato. ll termine " inibizione latente " fu coniato per la prima volta nel 1959 da Lubow e Moore. La IL è definita latente in quanto non appare nella fase di pre-esposizione allo stimolo, ma, in una fase di post-inibizione. " Inibizione " connota semplicemente che l'effetto è espresso in termini di relativa scarsità di apprendimento. L'effetto IL è estremamente comune; appare in tutte le specie di mammiferi che sono stati testati e in molti paradigmi di apprendimento differenti. Esso provoca alcuni vantaggi adattivi come proteggere l'organismo dall'associazione di stimoli irrilevanti con altri eventi di maggiore importanza.

## Teorie
L'effetto IL ha ricevuto una serie di interpretazioni teoriche. Un insieme di teorie sostiene l'irrilevante correlazione dei risultati di pre-esposizione allo stimolo con lo stesso. La mancanza di correlazione è stata attribuita ad una varietà di meccanismi che riducono l'attenzione, la quale deve essere poi riacquistata per avere un apprendimento normale. In alternativa, è stato proposto che la IL è un risultato del fallimento nella fase di recupero piuttosto che nella fase di acquisizione. Tale posizione sostiene che, dopo una pre-esposizione allo stimolo, l'acquisizione della nuova associazione con il vecchio stimolo avviene normalmente. Tuttavia, in fase di test, due associazioni dello stimolo sono recuperate e competono per l'espressione. Il gruppo non pre-esposto allo stimolo si comporta meglio rispetto al gruppo di pre-esposizione, perché per il primo gruppo c'è soltanto la seconda associazione da recuperare.

## Variazione
L'effetto della IL è influenzato da molti fattori, il più importante dei quali è il contesto. In quasi tutti gli studi relativi alla IL, il contesto rimane lo stesso nelle fasi di pre-esposizione e nella fase di prova allo stimolo. Tuttavia, se il contesto viene cambiato dalla fase di pre-esposizione alla fase di test, l'effetto provocato dall'inibizione latente viene fortemente attenuato. La dipendenza dal contesto della IL gioca ruoli importanti in tutte le relative teorie attuali, e in particolare nelle loro applicazioni alla schizofrenia nelle quali è stato proposto che il rapporto tra lo stimolo in fase di pre-esposizione e il contesto si rompe; contesto quindi, non costituisce l'occasione per l'espressione dello stimolo associazione che ne deriva. Di conseguenza, la memoria operante è inondata da stimoli familiari ma straordinariamente nuovi, che competono per le risorse limitate richieste per un'efficiente elaborazione delle informazioni. Questa descrizione si adatta bene con i sintomi positivi della schizofrenia, in particolare elevata distrazione, nonché con i risultati di ricerca.

## Fisiologia
L'ipotesi secondo la quale il processo cognitivo che produce inibizione latente in soggetti normali è disfunzionale in pazienti schizofrenici ha stimolato numerose ricerche, sia con gli esseri umani che con ratti e topi.
Molti dati indicano che agonisti e antagonisti dopamminergici modulano l'inibizione latente nei ratti e negli esseri umani normali. Gli agonisti dopamminergici, come l'anfetamina, sopprimono l'inibizione latente mentre gli antagonisti dopamminergici, come l'aloperidolo e altri psicofarmaci, la stimolano.
Inoltre, le manipolazioni dei percorsi della dopamina nel cervello hanno anche gli effetti attesi sulla inibizione latente.
Quindi, lesioni dell'ippocampo e del setto interferiscono con lo sviluppo della inibizione latente, così come le lesioni in porzioni selettive del nucleus accumbens.
Nel caso di soggetti umani, vi sono prove secondo cui, schizofrenici non medicati dimostrano una diminuzione della inibizione latente rispetto agli schizofrenici abitualmente medicati e ai soggetti sani, mentre non vi è alcuna differenza di inibizione latente negli ultimi due gruppi.
Infine, i soggetti con normali sintomi che hanno ottenuto un punteggio alto nei questionari personali finalizzati a misurare la predisposizione a disturbi psichiatrici, mostrano una ridotta inibizione latente rispetto a chi ha ottenuto un punteggio inferiore.
Oltre ad illustrare una strategia fondamentale per l'elaborazione delle informazioni, fornendo uno strumento utile per esaminare disfunzioni attentive in gruppi patologici, la procedura della inibizione latente è stata utilizzata per lo screening di farmaci che possono migliorare i sintomi della schizofrenia.
La inibizione latente è stata utilizzata anche per spiegare il motivo per cui alcune terapie, come ad esempio quella di avversione per l'alcol, non sono efficaci come ci si potrebbe aspettare. D'altro canto, le procedure inibizione latente possono essere utili nel contrastare alcuni degli effetti indesiderati che spesso accompagnano radiazioni e chemio-terapie per il cancro, come ad esempio l'avversione verso determinati alimenti.
Una ricerca sulla inibizione latente ha inoltre suggerito delle tecniche che possono essere efficaci durante un trattamento profilattico di certi timori e fobie. Diversi studi hanno poi cercato di mettere in relazione la inibizione latente con la creatività.
In sintesi, il fenomeno della inibizione latente rappresenta alcuni output di un processo di selezione attentiva che provoca imparare a ignorare stimoli irrilevanti. È diventato uno strumento importante per comprendere l'elaborazione delle informazioni in generale, nonché disfunzioni attentive nella schizofrenia, e ha implicazioni per diversi problemi pratici.

## Patologia

### Basso livello di inibizione latente
La maggior parte delle persone riesce ad ignorare una parte del flusso continuo di stimoli provenienti dall'esterno, ma questa capacità è ridotta in coloro che possiedono un basso livello di inibizione latente (può somigliare ad iperattività o sindrome da deficit di attenzione e iperattività nei primi decenni di vita). Questo riflesso condizionato non è sempre correlato a comportamenti distratti ma può manifestarsi come una generale inattività o distrazione, per esempio la tendenza a cambiare argomento senza avviso durante una conversazione. Questo non vuol dire che tutte le distrazioni possono essere spiegate da un basso livello di inibizione latente, né significa che persone con un basso livello di I.L. faranno fatica a stare attente. Significa invece che un maggiore quantitativo di informazioni ricevute richiede una mente in grado di gestirle. Coloro che possiedono un'intelligenza al di sopra della media riescono quindi ad elaborare questo flusso in modo efficiente, riuscendo così ad abilitare la creatività e ad aumentare la consapevolezza di ciò che li circonda. Coloro che hanno invece un'intelligenza nella media, o al di sotto, fanno fatica a far fronte alla grande quantità di informazioni e come risultato sono più facilmente soggetti a malattie mentali e sovraccarichi sensoriali. Si è ipotizzato che un basso livello di inibizione latente può causare o psicosi o un alto livello di creatività o entrambe, e ciò dipende dall'intelligenza della persona. Quando i soggetti non riescono a sviluppare idee creative, diventano frustrati e/o depressi.
Alti livelli del neurotrasmettitore dopamina (o dei suoi agonisti) nell'area tegmentale ventrale del cervello hanno dimostrato di poter diminuire il livello di inibizione latente. Sono anche implicate certe disfunzioni dei neurotrasmettitori glutammato, serotonina e acetilcolina.
Un basso livello di inibizione latente non è un disordine mentale, ma un tratto della personalità, una descrizione di come un individuo assorbe e assimila informazioni o stimoli. Inoltre, non necessariamente porta a disordine mentale o creatività. Questo è, come molti altri fattori della vita, un caso di influenze ambientali e predisposizioni, siano esse positive (es.: educazione) o negative (es.: abuso).